# 东方管区
东方管区（拉丁語：Dioecesis Orientis）是羅馬帝國及東羅馬帝國在古典时代晚期的一个管区，由中东地区西部的行省组成，地处地中海与美索不达米亚之间。这里是帝国主要的商业、农业、宗教和学术地区之一，其正对萨珊波斯帝国的重要战略位置以及当地野蛮的沙漠阿拉伯人部落使得其在军事上具有特别的重要性。

## 历史
东方管区的首府位于安条克，其长官拥有独特的头衔“东方伯爵（comes Orientis）”，而非寻常的“維卡里烏斯”（“vicarius”，意为“代理官”）。该管区在戴克里先行政改革时期建立，隶属东方大区。
该管区最初囊括帝国于中东的所有行省，包括伊蘇利亞、西里西亚、塞浦路斯、幼发拉底、美索不达米亚、奥斯若恩、科艾勒叙利亚、腓尼基、第一巴勒斯坦、第二巴勒斯坦、阿拉伯，以及埃及的埃及、奥古斯塔姆尼卡、底比斯、上利比亚和下利比亚诸行省，后来这些行省在瓦伦斯时期归入了独立的埃及管区。4世纪，多个行省被拆分，形成了新的第一西里西亚、第二西里西亚、第一叙利亚、第二叙利亚、第一腓尼基、第二腓尼基（黎巴嫩腓尼基，位于黎巴嫩山以东）、第一巴勒斯坦、第二巴勒斯坦和第三巴勒斯坦。最后一次组出新的省份发生在查士丁尼一世在位时期，老底嘉周边地区从第一叙利亚行省分离出来，组成了新的狄奥多里亚斯行省。大约在同一时期，塞浦路斯被分离出来，置为军务监区的一部分。
535年，作为行政改革的一部分，查士丁尼一世废除了该管区，“东方伯爵”也成了第一叙利亚行省长官的头衔，但仍保有先前的职阶和薪酬。
610与620年代602年−628年東羅馬-波斯战争中，此地被萨珊波斯人占据。東羅馬帝國在获胜不久后曾收复此地，但之后在穆斯林的征服中永久地失去了它。到了640年代，西里西亚成为了東羅馬帝国与新兴的阿拉伯哈里發國之间的边界，塞浦路斯则成为双方的争议领土。原来东方管区的行省中，只有伊苏里亚和两个西里西亚的部分领土仍旧保有在東羅馬手中，归入了新的安纳托利亚军区。

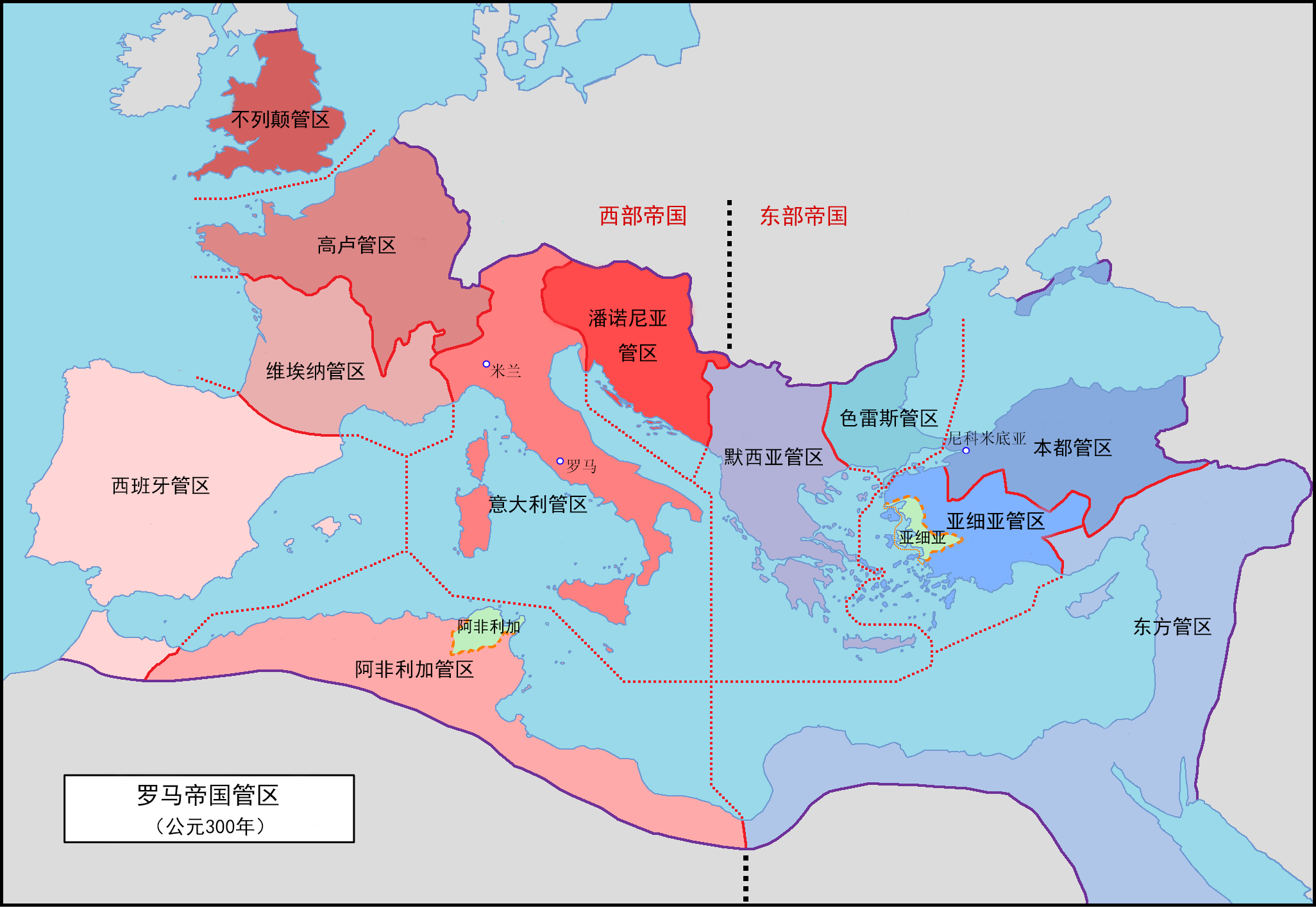
最初由皇帝戴克里先划分的罗马帝国的管区